# Princezna ze mlejna 2
Princezna ze mlejna 2 je filmová pohádka z roku 2000 režiséra Zdeňka Trošky. Jde o pokračování snímku Princezna ze mlejna. Film byl v kinech premiérově uveden 3. února 2000. Televizní premiéra se odehrála na stanici ČT1 24. prosince 2001, kdy byl odvysílán jako štědrovečerní pohádka České televize. Premiéru sledovalo 4,1 mil. diváků a tento rekord dodnes nebyl překonán.[zdroj?]
Noční scény při válce s Turkem byly natáčeny způsobem americké noci v prostoru kaolínových dolů u Kaznějova.

## Obsazení
| Radek Valenta        | Jindřich    |
| Andrea Černá         | Eliška      |
| Yvetta Blanarovičová | čertík      |
| Jakub Zindulka       | vodník      |
| Alois Švehlík        | mlynář      |
| Monika Absolonová    | čarodějnice |
| Oto Ševčík           | knížepán    |
| Ladislav Županič     | Žán         |
| Jan Přeučil          | velitel     |
| Lukáš Vaculík        | generál     |